# Mory-Fallo Keita
Mory-Fallo Keita (13 december 1992) is een Guineese voetballer die in 2011 onder contract stond bij Sporting Charleroi en in 2018 tekende voor Patro Eisden Maasmechelen.

## Statistieken
| Seizoen | Club               | Land   | Competitie         | Wedst | Goals |
| ------- | ------------------ | ------ | ------------------ | ----- | ----- |
| 2010/11 | Sporting Charleroi | België | Jupiler Pro League | 2     | 0     |
| 2010/11 | Sporting Charleroi | België | Play-Off III       | 2     | 0     |
| 2011/12 | Sporting Charleroi | België | Tweede Klasse      | 0     | 0     |
| 2011/12 | → RE Virton        | België | Derde Klasse B     | 14    | 4     |
| 2012/13 | Sporting Charleroi | België | Jupiler Pro League | 0     | 0     |
|         |                    |        | Totaal             | 18    | 4     |

Bijgewerkt: 03/08/2012